# Chloristan draselný
Chloristan draselný je látka s chemickým vzorcem KClO4.

## Vlastnosti
Jde o za běžných podmínek bezbarvou krystalickou látku a silné oxidační činidlo. Má nejmenší rozpustnost ve vodě ze všech chloristanů, jen 1,5 g na 100 g ve vodě při teplotě 25 °C.  Na základě toho lze využít vznik KClO4 jako důkazové reakce pro ionty draslíku. Tato reakce má ovšem poměrně nízkou citlivost. K zpřesnění stanovení lze využít toho, že rozpustnost chloristanu draselného je možné snížit přidáním alkoholu. Chloristan draselný se v přírodě vyskytuje v malých množstvích v surovém chilském ledku. Protože je silným rostlinným jedem, musí se odstranit, má-li se ledek použít jako hnojivo. Chloristan draselný je izomorfní s manganistanem draselným KMnO4; dále je izostrukturní s chromanem barnatým BaCrO4, síranem olovnatým PbSO4, chromanem olovnatým PbCrO4 aj. Vodné roztoky chloristanů mají při normální teplotě pouze mírné oxidační účinky, avšak při zvýšené teplotě se stávají živě až bouřlivě reagujícími oxidačními činidly. Při manipulaci s těmito sloučeninami musí být zachovávána značná opatrnost a zvláště je potřeba dbát na to, aby nedošlo ke styku se snadno oxidujícími organickými i anorganickými látkami, které mohou způsobit až explozivně probíhající reakci.

## Výroba
Chloristan draselný byl poprvé připraven (byl to vůbec první připravený chloristan) v letech 1816 až 1819 F. von Stadion reakcí taveniny chlorečnanu draselného s kyselinou sírovou, při které se uvolňoval plynný ClO2 a vznikal krystalický KClO4.
Disproporcionace chlorečnanu na chloristan a chlorid je termodynamicky velmi výhodná, ovšem tato reakce v roztoku probíhá jen velmi zvolna a nemůže být využita jako preparativní metoda. Zahříváme-li opatrně pevný chlorečnan draselný, disproporcionuje takto:
4 KClO3 → 3 KClO4 + KCl
U této reakce je potřeba zdůraznit, že KClO4 taje při 368 °C, při teplotě 400 °C už ovšem probíhá rozklad chloristanu draselného na chlorid draselný a kyslík.
Nicméně, nejběžněji se chloristany připravují elektrolytickou oxidací chlorečnanů. Chlazený roztok chlorečnanu draselného se elektrolyticky oxiduje při velké proudové hustotě. Reakční směs obsahuje vedle kýženého chloristanu i trochu nezragovaného chlorečnanu. K jeho odstranění se používá frakční krystalizace, viz nízká rozpustnost KClO4. V ostatních případech chlorečnanů (např. sodný) se používá kyselina chlorovodíková, s níž chloristany nereagují.
Chloristan draselný lze také ještě připravit mírným pálením chloristanu sodného a chloridu draselného tímto podvojným rozkladem:
NaClO4 + KCl → KClO4 + NaCl

## Reakce
Grafit reaguje se suspenzí KClO4 ve směsi koncentrované kyseliny dusičné HNO3 a kyseliny sírové H2SO4 na citrónově žlutý oxid grafitu proměnlivého složení a struktury empirického vzorce C6Ox(OH)y (kde x odpovídá 1,0 - 1,7 a y 2,25 - 1,7).
Z KClO4 lze připravit kyselinu chloristou dle reakce
KClO4 + H2SO4 → KHSO4 + HClO4
a pak opatrným zahříváním reakční směsi za sníženého tlaku oddestilovat.

## Použití
Patří mezi nejpoužívanějších oxidovadla v ohňostrojích a rozbuškách, ale je používán i ve střelivech, zápalných prášcích a v prskavkách.
K vytvoření bílých záblesků a zvukových efektů hromu se používá směs KClO4 se sírou a hliníkem; směs používaná ke světelným efektům při divadelních představeních a koncertech rockové hudby obsahuje KClO4 a hořčík. Pravděpodobně nejobtížnějším problémem pro pyrotechniky je jasně modré zbarvení světelných efektů; toto zbarvení se získá nízkoteplotní emisí (teplota pod 1 200 °C) CuCl v oblasti 420 až 460 nm. Z důvodu malé tepelné stálosti chlorečnanu a chloristanu měďnatého se jasně modré zbarvení světelného efektu získá zapálením směsi obsahující 38 % KClO4, 29 % chloristanu amonného a 14 % uhličitanu měďnatého doplněnou červenou gumou (14 %) a dextrinem (5 %).
V medicíně může být použit jako antithyreoidní substance pří léčbě hyperthyreoidismu (hyperfunkce štítné žlázy, většinou v kombinaci s dalšími léky).